# ایستگاه متروی پارسونز گرین
ایستگاه متروی پارسونز گرین (انگلیسی: Parsons Green tube station) یکی از ایستگاه‌های خط ناحیه متروی لندن است.
این ایستگاه که در منطقه همرسمیت و فولام لندن قرار دارد در سال ۱۸۸۰ میلادی تأسیس شده است.

## نگارخانه

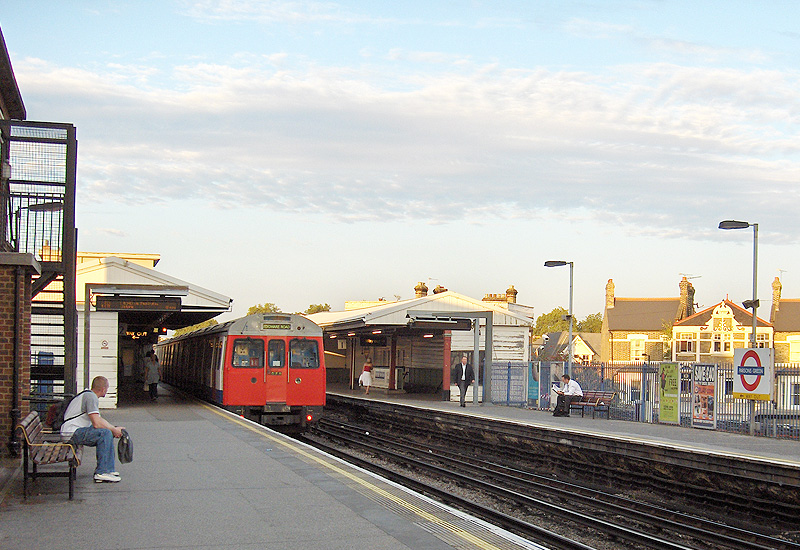